# Maria Felipa de Oliveira
Maria Felipa de Oliveira (Ilha de Itaparica, date incertaine - 4 juillet 1873) était une pêcheuse de fruits de mer et ouvrière. Elle aurait participé à la lutte pour l'indépendance de Bahia,.
À propos du personnage, il y a un récit fictif, parfois considéré comme un fait historique. La légende raconte que Maria Felipa a dirigé un groupe pour combattre des soldats portugais : avec le soutien d'hommes de la ville, elle a brûlé d'innombrables navires portugais, diminuant le pouvoir de colonisation au cours de la bataille, puis a affronté les Portugais en utilisant des feuilles des orties, une plante typique de la région, qui au contact de la peau donne une sensation de brûlure ; et toute l'action a abouti à une baisse du nombre de soldats portugais.
L'histoire a été créée par l'écrivain bahianais Ubaldo Osório Pimentel, grand-père du romancier João Ubaldo Ribeiro, et reste aujourd'hui dans l'imaginaire populaire,,.

## Biographie
Née sur l'île d'Itaparica, à une date inconnue, pêcheuse de fruits de mer et ouvrière, elle aurait dirigé un groupe de 200 personnes, dont des femmes noires, des Indiens Tupinambá et des Tapuias dans les batailles contre les Portugais qui ont attaqué l'île d'Itaparica, à partir de 1822,. On dit que Maria Felipa était une femme grande et robuste, descendant de personnes noires mises en esclavage, venant du Soudan. Le groupe de Maria Felipa aurait été à lui seul responsable de l'incendie de 40 navires portugais proches de l'île.
La figure historique de Maria Felipa est mentionnée dans le roman O Sargento Pedro, de l'auteur Xavier Marques.
Le 26 juillet 2018, elle a été déclarée héroïne de la patrie au Brésil par la loi fédérale n °13 697, ayant son nom inscrit dans le « Livre des héros et héroïnes de la patrie », qui se trouve dans le « Panthéon de la patrie et de la liberté Tancredo Neves », monument réalisé par Oscar Niemeyer et situé à Brasília. 

## Postérité
Longtemps, un portrait d'une femme noire inconnue est utilisé indistinctement pour représenter Maria Felipa de Oliveira, Tereza de Benguela et Luísa Mahin. Dans le cadre d'un projet soutenu par le CCBB, des chercheuses brésiliennes ont tenté de recréer leurs visages à l'aide de l'intelligence artificielle,.

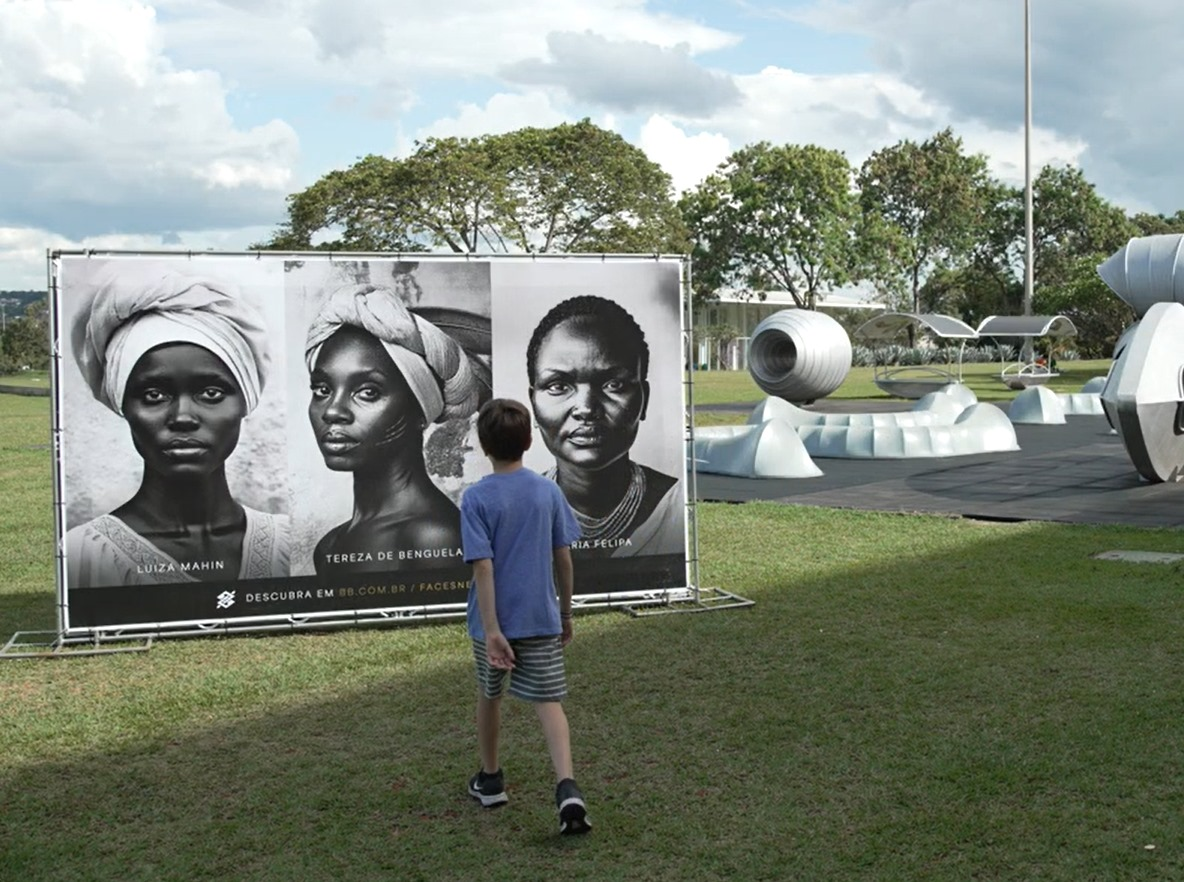
Les trois illustrations, créées avec l'intelligence artificielle par des chercheuses brésiliennes, exposées au CCBB. Celle représentant Maria Felipa de Oliveira est à droite.